# Alexandre Vladimirovitch de Russie
Alexandre Vladimirovitch, grand-duc de Russie, né en 1875, mort en 1877, fut le fils du grand-duc Vladimir Alexandrovitch et de Marie de Mecklembourg-Schwerin (Maria Pavlovna).